# إنسايد إيديشن
إنسايد إيديشن (بالإنجليزية: Inside Edition)‏ هو برنامج أمريكي للأخبار الترفيهية يعرض في التلفزيون منذ فبراير عام 1989. أسسه جون توملن وبوب يونغ لشركة ملك العالم للإنتاج. يعرض البرنامج مزيجاً من قصص الجرائم، والأجزاء الاستقصائية، وإشاعات الفنانين والمشاهير.
من بين أشهر مراسلي البرنامج رالف نادر، ورودولف جيولياني، وجاك أندرسن، وجولي براون ونانسي غلاس. أول مقدم للبرنامج كان ديفد فروست الذي استبدل بعد ثلاثة أسابيع مع بيل أورايلي، ومنذ عام 1995 حتى الآن مقدمه هو ديبورا نورفيل. في سبتمبر 2005 بدأ إنسايد إيديشن الجزء الثامن عشر له، وهو من أطول المجلات الإخبارية التلفزيونية المستمرة حتى الآن.

## روابط خارجية
- إنسايد إيديشن على موقع ميتاكريتيك (الإنجليزية)
- الموقع الرسمي